# Washington Blade
Washington Blade ist eine LGBT-Zeitung in den Vereinigten Staaten.

## Geschichte
Washington Blade wurde im Jahre 1969 gegründet und war die älteste und, nach der Zeitung Gay City News in New York City, die auflagenstärkste LGBT-Zeitung in den Vereinigten Staaten. Die LGBT Nachrichten wurden lokal, national und international gegliedert. Sie erschien wöchentlich freitags mit einer Auflage von 24.500 Ausgaben. Ihren Sitz in der Hauptstadt der USA konnte die Redaktion nutzen, um Zugang zum Kongress und zur Verwaltung zu erhalten.
Die Zeitung gehörte seit 2001 zum US-amerikanischen Unternehmen Window Media und war vorwiegend in Washington, D.C., Maryland, nördliches Virginia und Delaware erhältlich. Am 16. November 2009 wurde bekannt gegeben, dass die Zeitung wegen der Insolvenz von Window Media das Erscheinen des sonst profitablen Blattes eingestellt hat.
Die Mitarbeiter des Blade brachten nahtlos das neue Blatt DC Agenda auf den Markt. Der herausgebende Verlag, Brown Naff Pitts Omnimedia, Inc., kaufte im Februar 2010 die gesamten Rechte am Washington Blade, inklusive des 40 Jahre umfassenden Print- und Online-Archivs. Seitdem kommt die Zeitung wieder unter ihrem ursprünglichen Titel heraus.